# Верховный суд Габона
Верхо́вный су́д Габо́на (фр. La Cour Suprême gabonaise) — высший судебный орган в Габонской Республике. Расположен в столице страны в Либревиле.
Он является высшей судебной инстанцией по гражданским, коммерческим, социальным и уголовным делам. Структура суда состоит их четырёх одноимённых палат. Каждая палата работает отдельно от другой и самостоятельно выносит судебное решение, но, вместе с тем, возможна ситуация, когда решение по компетенции какой-либо из палат выносится на пленуме суда.
Решения Верховного суда окончательны и носят прямое действие.